# Tomosvaryella appendipes
Tomosvaryella appendipes är en tvåvingeart som först beskrevs av Cresson 1911.  Tomosvaryella appendipes ingår i släktet Tomosvaryella och familjen ögonflugor. Inga underarter finns listade i Catalogue of Life.